# Jacob Ziv
Pour les articles homonymes, voir Ziv.
Jacob Ziv (יעקב זיו), né le 27 novembre 1931 à Tibériade (Palestine mandataire) et mort le 25 mars 2023, est un informaticien israélien.
Il est connu pour être à l'origine, avec Abraham Lempel, de la famille des algorithmes de compression de données dits LZ pour Lempel-Ziv.

## Biographie
Jacob Ziv a suivi une formation au Technion[réf. souhaitée].

## Distinctions
- 1993 : prix Israël pour son travail dans les sciences exactes[2]
- 1995 : prix Marconi pour l'algorithme de Lempel-Ziv[3]
- 1995 : médaille Richard-Hamming décernée par l'IEEE pour l'algorithme de Lempel-Ziv[4]
- 1997 : prix Claude-Shannon pour son travail sur la théorie de l'information[5]
- 1997 : prix Paris-Kanellakis décerné par l'ACM avec Abraham Lempel pour son travail sur la compression de données[6]
- 1998 : prix Eduard-Rhein de la recherche fondamentale pour son travail en théorie de l'information et en théorie des codes[7]
- 2002 : prix Rothschild en sciences décerné par la fondation Yad Hanadiv[8]
- 2008 : Information and Communication Technologies Award décerné par la fondation BBVA pour son travail sur la compression de données[9]